# Isaac Uche
Isaac Uche (né le 10 avril 1981) est un athlète nigérian, spécialiste du sprint.

## Palmarès

### Championnats du monde d'athlétisme
- Championnats du monde d'athlétisme de 2007 à Osaka ( Japon)
  - abandon en finale du relais 4 × 100 m

### Championnats du monde d'athlétisme en salle
- Championnats du monde d'athlétisme en salle de 2008 à Valence ( Espagne)
  - 6e sur 60 m